# Marta Erdman
Marta Erdman (ur. 29 lipca 1921, zm. 16 października 1982) – druga córka Melchiora Wańkowicza i Zofii z Małagowskich, nazywana przez rodzinę „Tili”. Bohaterka powieści Wańkowicza pt. Ziele na kraterze i reportażu Na tropach Smętka.

## Życiorys
Urodziła się 29 lipca 1921 roku. Po zdaniu matury wyjechała do Szwajcarii, by tam kontynuować naukę. Po wybuchu II wojny światowej wyjechała do Stanów Zjednoczonych. Tam pisała reportaże do polskich i anglojęzycznych czasopism, działała społecznie, pomagała uciekinierom z Europy, wysyłała paczki dla jeńców. Po dwóch latach od wyjazdu ukończyła college z wyróżnieniem.
Po wojnie zamieszkała na stałe w USA. Tam w 1944 roku wyszła za mąż za Jana Erdmana (1906–1986) i urodziła córki – Annę Krystynę (1945–2004) i Ewę (ur. 1947).